# Die Braut (1985)
Die Braut (Originaltitel The Bride, Verweistitel Frankenstein Braut) ist ein britisch-US-amerikanischer Horrorfilm von Franc Roddam aus dem Jahr 1985. Die Handlung beruht lose auf Mary Shelleys Buchvorlage. In den Hauptrollen agieren Sting, Jennifer Beals, Anthony Higgins, Clancy Brown und David Rappaport.

## Handlung
Eva wird von dem obsessiven Arzt Baron Charles Frankenstein als Gefährtin für seine früher erschaffene männliche Kreatur ohne Namen ins Leben gerufen. Jahrelang hat der Arzt herumexperimentiert und recherchiert, um die perfekte Frau zu kreieren. Anfangs kann Eva zwar nicht sprechen und ist eher einfach strukturiert. Unbedarft bewegt sie sich völlig nackt im Schloss. Nach und nach baut Frankenstein sie zu einer kultivierten jungen Dame auf, vor der er aber geheim hält, dass er sie erschaffen hat. Er führt Eva sodann auch in die Adelsgesellschaft ein, wo sie ohne Einschränkung begeistert. Sie leidet allerdings darunter, nichts über ihre Vergangenheit zu wissen. Ihre Unabhängigkeit macht dem Baron jedoch zunehmend zu schaffen, obwohl er es war, der sie so hat werden lassen. Dass sie ihm nun nicht mehr gehorcht, ärgert ihn, ebenso wie die Tatsache, dass sie sich für ihn als Mann nicht interessiert, seinem Reichtum zum Trotz. Fasziniert von ihrer Schönheit, will er Eva ganz und gar für sich haben. Eva hat sich jedoch in den jungen Offizier Josef Schoden verliebt, muss aber erkennen, dass ihm nicht wirklich etwas an ihr liegt.
Die Kreatur, die von Eva abgewiesen wurde, und daraufhin das Labor zerstört hat und vor dem Feuer geflohen ist, hat sich inzwischen dem Zirkus zugewandt, was sie dem kleinwüchsigen Rinaldo verdankt, mit dem die Kreatur sich angefreundet hat. Rinaldo, der das Herz auf dem rechten Fleck hat, ist es dann auch, der der Kreatur einen Namen gibt: „Viktor“. Rinaldo träumt davon, eines Tages Venedig zu sehen. Um dieses Ziel zu erreichen, arbeitet er im Zirkus. Direktor Magar selbst hat ihn als Clown eingestellt. Da die Nummer im Zusammenwirken mit Viktor noch besser ankommt, ist auch er engagiert worden. Da beide eine Zugnummer im Zirkusprogramm sind, können sie auch entsprechend hohe Gagen fordern. Magar jedoch hat vom ersten Tag an einen Hass gegenüber Rinaldo entwickelt und sorgt dafür, dass er bei einem fingierten Unfall in der Manege zu Tode kommt. Viktor versichert dem Freund kurz vor seinem Tod noch, dass er zusammen mit Eva für ihn nach Venedig reisen werde. Als Viktor die wahren Umstände erfährt, die zu Rinaldos Tod geführt haben, tötet er Magars Gehilfen Bela und flieht mit dem Geld, das Bela gesucht und nicht gefunden hat.
Viktor kehrt zurück zum Schloss von Frankenstein und trifft dort auf Eva, der seine ganze Liebe gehört. Er verschweigt ihr, wer er ist. Als er zufällig von den Zirkusleuten bei einem Besuch in der Stadt gesehen wird, sorgen diese dafür, dass er im Kerker landet. Dort spürt er, dass Eva in Gefahr ist, sprengt die Ketten und bricht aus. Er eilt zum Schloss und kann den Baron gerade noch davon abhalten, Eva mit Gewalt zu nehmen. Es kommt zu einem Kampf zwischen den Männern, bei dem Frankenstein vom Labortum in den Tod stürzt. Zwischen Eva und Viktor kommt es zu einer Aussprache. Ihr erster gemeinsamer Weg soll sie nach Venedig führen.

## Produktion

### Dreharbeiten

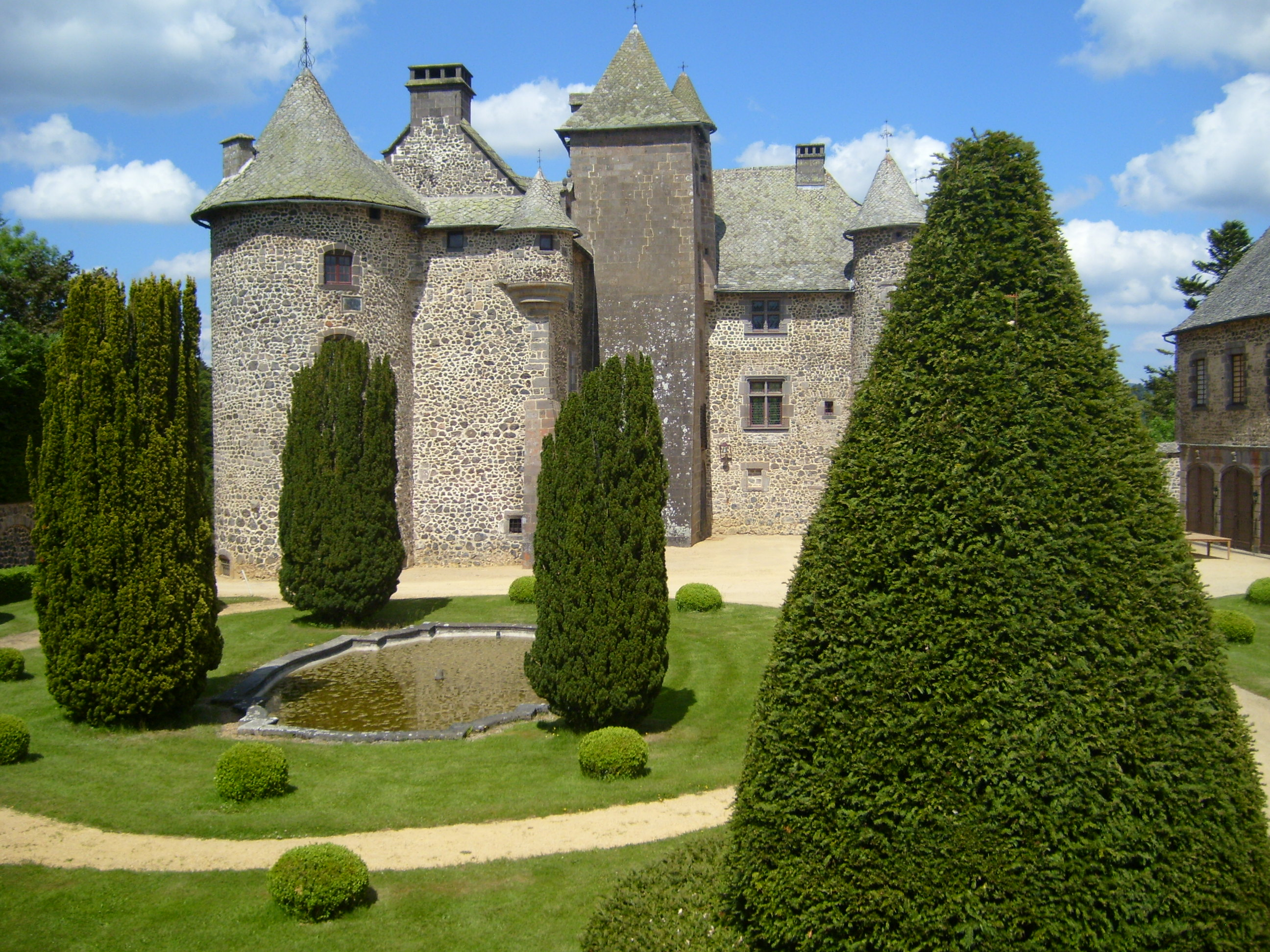
Schloss Cordès, diente im Film als „Frankensteins Schloss“

Der von der Produktionsfirma Colgems erstellte Film wurde in den Shepperton Studios in der Grafschaft Surrey in England gedreht. Weitere Drehorte waren das Chateau de Cordès in Orcival im Département Puy-de-Dôme, das als Frankensteins Schloss diente, Clermont-Ferrand, die Hauptstadt des vorgenannten Départements, das Département Dordogne, die Gemeinde Sarlat-la-Canéda im Département Dordogne, im Département Ain, an der Aude, in Carcassonne sowie in Pérouges, sämtlichst in Frankreich.

### Soundtrack
- Eine kleine Nachtmusik von Wolfgang Amadeus Mozart

## Rezeption

### Veröffentlichung
Premiere hatte der Film am 16. August 1985 in den USA. Im September 1985 wurde er in Frankreich veröffentlicht, im Oktober 1985 in Österreich, Finnland und Australien sowie am 17. Oktober 1985 in der Bundesrepublik Deutschland.
Im November kam er in Schweden, Japan und Portugal ins Kino, im Februar 1986 in Kolumbien, im Mai 1986 in Madrid und im Juni 1986 in Barcelona in Spanien sowie im April 1987 in Ungarn. In Griechenland erschien er im Oktober 2005 auf DVD. Veröffentlicht wurde er zudem in Brasilien, Kanada, Italien, Mexiko, Polen und in der Sowjetunion.
Der Film wurde von Uca Katalog am 3. Oktober 2005 mit einer deutschen Tonspur auf DVD herausgegeben, und im November 2005 von Sony Pictures Home Entertainment.

### Kritik
Das Lexikon des internationalen Films lobte: „Eine romantische Variante des Horror-Klassikers, inszeniert in meist geschmackvollen Bildern als fesselndes Kinomärchen.“
Stephen Holden schrieb in der New York Times, das sehr lockere Remake von Frankensteins Braut entschließe sich nie, ob es eine Horrorfilmparodie sei oder sich ernsthaft mit der Erforschung der sich um das Genre rankenden Mythen auseinandersetze. Der Film eröffne comichaft mit einer Gothic Farce und Blitz und Donner, strebe jedoch schon Minuten später eisig danach, sich von historischen Filmen wie Barry Lyndon zu lösen. In anderen Szenen wiederum präsentiere sich The Bride als sentimentales Märchen und gleiche auch in seinen leichteren Momenten eher einem Trauerspiel. Zwar sei Sting als Frankenstein ein finsterer, hochmütiger, teuflischer, philosophischer Kauz, jedoch strahle Jennifer Beals als Frankensteins neue Frau nicht den Geist aus, der erforderlich gewesen wäre, um der Geschichte ihrer Erziehung und eventuellen Rebellion gegen ihren Schöpfer einen amüsanten psychologischen Humor zu verleihen. Ihre Eva sei kein Spitfire, sondern eine Barbie-Puppe.
Eric Reifschneider von Blood Brothers Reviews meinte der Film habe ihn, wie erwartet, kaum beeindruckt. Merkwürdig gefunden habe er bereits, dass dieser Film das Remake eines Fortsetzungsfilms sei. Die ursprüngliche Braut von Frankenstein von 1935 sei schließlich eine Fortsetzung des Films Frankenstein von 1931 gewesen. Entweder kenne der Zuschauer die Geschichte Frankensteins besser oder er sei verloren. Nach einer interessanten Eröffnungssequenz gehe der Film schnell bergab und wenn er dem Ende zugehe, habe der Zuschauer das Interesse bereits verloren. Das größte Problem des Films sei allerdings, dass es extrem wenig Horror gebe. Die Filmemacher hätten vergessen, dass die ursprüngliche Braut von Frankenstein vor allem ein Horrorfilm und kein Liebesfilm gewesen sei. Insgesamt sei der Film langweilig, überlang und zu abrupt im Stil.
British Horror Films befand, der Film sei vollgestopft mit Klischees bereite aber auch Spaß. Urkomisch sei bereits die erste Szene, als die Braut erschaffen werde. Der Film sei aber viel zu lang und alles, was er biete, habe man schon einmal gesehen. Er sei allerdings immer noch besser als Mary Shelleys Frankenstein-Mischmasch.
Der Filmkritiker Gene Siskel von der Chicago Tribune sprach von einer Enttäuschung. Das Remake der 1935er-Version mit dem Rockstar Sting als Arzt und Jennifer Beals als rekonstruierte Braut versäume es, die Hauptgeschichte zu erzählen. Natürlich könne man angesichts des Titels erwarten, einen Film zu sehen, der den Konflikt zwischen einem Arzt, der Gott spielen möchte, und einem weiblichen Monster, thematisiere. Im Vordergrund stehe jedoch die Geschichte zwischen dem Monster und dem Zwerg. Stings schauspielerische Fähigkeiten seien dürftig und auch Beals könne in dieser Rolle nicht überzeugen und sei eher fehlbesetzt.
Derek Winnerts Eindruck war der eines auffallenden und stylischen Horrorfilms, der die Geschichte des Klassiker von 1935 recht anständig erzähle, jedoch fehle dieser Überarbeitung die düstere Atmosphäre, die das Original von 1935 so attraktiv mache. Bemängelt wurde auch von Winnert, dass die Hauptfiguren nicht im Zentrum des Films ständen. Die Besetzung empfand der Kritiker als verlockend eigenwillig, wobei David Rappaport die herausragendste Leistung in seiner Rolle als Zwerg Rinaldo zeige. Fazit: Die Braut sei weitgehend vergessen, während der Klassiker von 1935 unsterblich sei.
Kino.de sprach von einem „romantischen Schauermärchen“, „hervorragend fotografiert“ und nur lose auf dem Horrorfilmklassiker beruhend. Roddam erzähle die Geschichte „in opulenter Ausstattung und mit beeindruckenden Außenaufnahmen“. Popstar Sting und die zwei Jahre zuvor mit Flashdance berühmt gewordene Jennifer Beals hätten „als Publikumsmagneten“ wirken sollen.

### Erfolg
Der Film spielte in den Kinos der USA circa 3,56 Millionen US-Dollar ein und circa 3,63 Millionen US-Dollar weltweit.

### Auszeichnungen
- 1986: Academy of Science Fiction, Fantasy & Horror Films, nominiert für den Saturn Award
  - Maurice Jarre in der Kategorie „Beste Musik“
  - Shirley Russell in der Kategorie „Beste Kostüme“

- Razzie Awards, nominiert
  - Jennifer Beals in der Kategorie schlechteste Schauspielerin